# 皇家矿业学院
皇家矿业学院（Royal School of Mines）是曾存在于英国的一所大学，1851年成立，本身在2003年并入帝国理工学院工程学系（Faculty of Engineering）之后已不复存在，但学院使用的大楼仍以“皇家矿业学院”之名为人所知，帝国理工的工程学、材料学、地球科学等部门以及伦敦纳米技术中心等机构在该大楼中运作。大楼由阿斯顿·韦伯设计，现在是二级登录建筑。皇家矿业学院的学生会也依旧存在。